# Orientalisme
Orientalisme er en betegnelse for europæeres dyrkelse af Orienten, dvs. fjerne østlige steder, dog inklusive Mellemøsten og Nordafrika. Orientalismen var fremherskende i kunsten i 1700-tallet, 1800-tallet og 1900-tallet, specielt i forbindelse med de romantiske kunstneres fascination af det fremmedartede i 1800-tallet.
Den er kendetegnet ved, at fremmedartede mennesker og samfund bliver set som heroiske og fascinerende, men de kan også ses som tyranniske og afstumpede. Det fremmedartede var både dragende og skræmmende for europæeren.
Orientalisme var i tidligere tider desuden en betegnelse for orientalske studier.

## Orientalismen i kunsten
Et eksempel på orientalisme i litteraturen er Adam Oehlenschlägers lystspil Aladdin eller Den forunderlige lampe (1805), der tager udgangspunkt i historien om Aladdin fra Tusind og en Nats eventyr. Fra musikken kan nævnes Mozarts syngespil fra 1782 Bortførelsen fra Seraillet. Operaen skildrer et tyrkisk haremsmiljø, og Mozart komponerer mere eller mindre i tyrkisk musikstil. Fra bygningskunsten kan nævnes Tivolis bygninger, hvoraf mange allerede fra Tivolis start i 1843 var bygget i orientalsk stil, især kinesisk og persisk stil.
Tivoli blev stedet for den danske orientalisme i 1800-tallet. Som Tivoli-Avis skrev den 28. maj 1845: ”Allerede Navnet »Bazar« har noget eget tillokkende for os; det minder os om hine vidunderlige Eventyr fra ”Tusind og en Nat”, der fængslede os i Barndommens dage; vi tænke os strax hine Steder, hvor alle Jordens Skatte fandtes opdyngede, al den yppige, østerlandske Pragt, der findes skildrede i hine Fortællinger, med den mest glødende Farvepragt.”

## Kritik af orientalismen
Siden udgivelsen af Edward Said's bog Orientalisme i 1978 er mange i den akademiske verden begyndt at bruge ordet som en betegnelse for en nedladende vestlig holdning over for asiatiske, mellemøstlige og nordafrikanske samfund. Ifølge Said har den vestlige verden betragtet disse samfund som statiske og uudviklede. Tilsvarende er de vestlige samfund blevet set som udviklede, rationelle, fleksible og overlegne. Orientalismen er historisk set blevet brugt i imperialismens tjeneste, siger Said.